# Jean Chortasménos
Jean Chortasménos (grec : Ίωάννης ὁ Χορτάσμενος), né vers 1370 et mort le 4 octobre 1431, est un savant et religieux byzantin du début du XVe siècle.

## Éléments biographiques
Jean Chortasménos était notaire patriarcal à Constantinople en 1391, et devint proche du savant Michel Balsamon (protonotaire jusqu'en 1397, puis πρωτέκδικος, c'est-à-dire avocat de l'Église, et διδάσκαλος καθολικός de l'École patriarcale). Sur l'ordre du patriarche Matthieu Ier, Balsamon enseigna la géométrie et sans doute l'astronomie à Chortasménos, qui le tenait en très haute estime. Entre 1407 et 1410 environ, Chortasménos fut nommé à son tour διδάσκαλος καθολικός: sous ce titre (litt. « professeur universel »), Balsamon enseignait à la fois les ἑλληνικὰ μαθήματα (les disciplines profanes, c'est-à-dire la logique, la rhétorique, les sciences du quadrivium et les sciences naturelles) et les ἱερὰ γράμματα (l'exégèse biblique); Chortasménos, quant à lui, semble avoir peu touché à la théologie et à l'exégèse. Son enseignement se fit peut-être au Xénôn du Kral, où l'empereur Manuel II avait installé une sorte d'université appelée Katholikon Didaskaleion (ou Mouseion). Il eut parmi ses élèves Marc Eugénikos, Georges Scholarios et Basilius Bessarion (en 1417-1418).
À une date incertaine après 1410, il reçut la tonsure monastique sous le nom d'Ignace. Vers 1425, il devint métropolite de Sélymbrie, et peut-être son état de moine ne fut-il, selon la coutume de l'époque, qu'une période de préparation à l'épiscopat.

## Activité
Jean Chortasménos fut un bibliophile et copiste de manuscrits prolifique et un professeur zélé. Il a copié en totalité ou en partie sept manuscrits conservés, et vingt autres gardent de lui de petits textes ou des annotations marginales.
L'objet principal des cours de Chortasménos fut la Logique d'Aristote (les traités formant l'Organon), qu'il a enseignée notamment à Scholarios et à Bessarion. Le manuscrit autographe Vindob. suppl. gr. 75 contient une « métaphrase » au livre II des Seconds Analytiques, texte mouvant complété par des gloses et annotations inter-linéaires et marginales, qui était un support d'enseignement. Le Lovianensis De Wulf-Mansion Centrum, également copié de sa main, contient des scholies et extraits de commentaires des Premiers et Seconds Analytiques et des Topiques, notamment d'Alexandre d'Aphrodise, de Thémistios, de Jean Philopon, de Michel Psellos, de Théodore Prodrome, de Léon Magentinos de Mitylène (XIVe siècle) et de Chortasménos lui-même.
On lui doit aussi une énorme compilation de textes astronomiques, réalisée entre 1404 et 1413, le Vat. gr. 1059, qui est également le reflet de ses cours: elle contient le Petit Commentaire de Théon d'Alexandrie, l'Hypotypose de Proclus, le Traité sur l'astrolabe de Jean Philopon, des extraits de la Syntaxe de Ptolémée, de textes d'Étienne d'Alexandrie, d'Isaac Argyre, de Théodore Méliténiotès, ces textes étant d'ailleurs mélangés, les exemples modifiés, et le tout étant entremêlé d'une foison de scholies, de notes et d'exercices. Dans le Paris. gr. 2399, antérieur au manuscrit précédent, il avait rassemblé un grand nombre de scholies anciennes sur le Petit Commentaire de Théon. Il a utilisé aussi comme manuel d'astronomie une version primitive de celui qui est attribué à Gemiste Pléthon (le « Proto-Pléthon »), qu'il a copié lui-même dans le Vat. Urb. gr. 80 et fait copier par son collaborateur Léon Atrapès dans le Marc. gr. 336; ce « Proto-Pléthon » pourrait être d'ailleurs, soit de Pléthon, soit de Chortasménos, soit de Balsamon. Dans le Paris. gr. 2342, Chortasménos a rédigé plusieurs pages d'annotations aux Éléments d'Euclide.
Jean Chortasménos est également célèbre auprès des bibliophiles pour le soin qu'il a pris de certains manuscrits: ainsi, en 1406, il fait réaliser une nouvelle reliure pour le fameux « Dioscoride de Vienne » (Vindob. med. gr. 1), et y transcrit les textes en écriture minuscule, l'onciale étant devenue illisible pour les médecins de son temps. Une discussion entre spécialistes a également eu lieu sur sa possible intervention sur le Vat. gr. 1209 (le plus vieux manuscrit de la Bible, passé de Constantinople à Rome entre 1443 et 1475).
En dehors de ces travaux, Jean Chortasménos a laissé aussi des textes courts dans les domaines de la rhétorique et du droit, des poèmes et des lettres.